# Albrecht Stauffer
Albrecht Stauffer (* 8. Juni 1860 in Regensburg; † 5. Dezember 1909 in München) war ein deutscher Historiker. Stauffer war von 1885 bis 1909 Professor der Geschichte an der Bayerischen Kriegsakademie.

## Leben
Stauffer besuchte das Gymnasium und begann ein Geschichtsstudium. 1884 promovierte er mit der Dissertation Hermann Christoph Graf von Rusworm. Kaiserlicher Feldmarschall in den Türkenkämpfen unter Rudolf II. zum Dr. phil. Bereits ein Jahr später wurde er Professor der Geschichte an der Bayerischen Kriegsakademie in München, mit dem Rang und Gehalt eines ordentlichen Hochschulprofessors. Dort wirkte er fast 25 Jahre, bis zu seinem Tod. In den vom Münchner Volksbildungsverein ins Leben gerufenen wissenschaftlichen Kursen für Frauen und Mädchen arbeitete Stauffer als Lehrer für Geschichte.
Bei seinen Veröffentlichungen stand das kulturhistorische Interesse im Vordergrund. Von seinen größeren Arbeiten erschien 1896 die Monografie Zwölf Gestalten der Glanzzeit Athens im Zusammenhange der Kulturentwicklung mit Charakterstudien der bekanntesten Persönlichkeiten des antiken Athens, sowie 1904 Karoline von Humboldt in ihren Briefen an Alexander von Rennenkampff. Letzteres widmete Stauffer Cäcilie Amalie von Parseval, der jüngsten Tochter von Rennenkampff. Eine Reihe von Vorträgen aus den Jahren 1900 bis 1901 mit dem Thema Die Wiedergeburt des deutschen Volkes erschien 1901. Für die Allgemeine Zeitung war er als Mitautor tätig, für die Allgemeine Deutsche Biographie verfasste er einen Beitrag über den Augsburger Bischof Otto von Waldburg.
Albrecht Stauffer starb unverheiratet am 5. Dezember 1909, im Alter von 49 Jahren, in München.

## Veröffentlichungen (Auswahl)
- Hermann Christoph Graf von Rusworm. Kaiserlicher Feldmarschall in den Türkenkämpfen unter Rudolf II. (Dissertationsschrift) München 1884. (Digitalisat.)
- Die Belagerung von Kanizsa durch die christlichen Truppen im Jahre 1601. Innsbruck 1886.
- Zwölf Gestalten der Glanzzeit Athens im Zusammenhange der Kulturentwicklung. München 1896. (Digitalisat.)
- Die Wiedergeburt des deutschen Volkes. Eine Einleitung in die deutsche Geschichte bis zu der Erhebung der preussischen Monarchie und der deutschen Befreiungszeit in Vorträgen. München 1901.
- Eine natürliche Gliederung der Weltgeschichte und der Horizont der Kulturmenschheit. München 1902. (Digitalisat.)
- Karoline von Humboldt in ihren Briefen an Alexander von Rennenkampff. Nebst einer Charakteristik beider als Einleitung und einem Anhange. Berlin 1904. (Digitalisat.)
- Warum muß Deutschland Land- und Seemacht zugleich sein? München 1906.